# Podochytrium clavatum
Podochytrium clavatum är en svampart som beskrevs av Pfitzer 1870. Podochytrium clavatum ingår i släktet Podochytrium och familjen Chytridiaceae.   Inga underarter finns listade i Catalogue of Life.